# Constance Furneaux
Constance Furneaux (* 20. Februar 1916) ist eine ehemalige britische Mittelstreckenläuferin.
1934 wurde sie für England startend bei den British Empire Games in London Vierte über 880 Yards. Im Jahr darauf wurde sie mit ihrer persönlichen Bestzeit von 2:19,3 min Dritte bei der Englischen Meisterschaft über 800 m.